# 法と経営学会
法と経営学会（ほうとけいえいがっかい、英称：The Society of Law and Management）は、現代社会の高度化・複雑化する課題に対して、法学と経営学を統合した学際的アプローチで解決策を見出すために2020年4月に設立された学会。

## 概要

### 使命とビジョン
学際的な交流を促進し、法と経営に関する知識を広めることを目指す。新たな知見を創出し、社会の持続的発展に貢献することを使命としている。

### 特色
学者や研究者だけでなく、産業界の専門家や学生も対象としている。

## 会員

### 会員構成
会員は学者、産業界のプロフェッショナル、学生など多岐に渡り、それぞれが専門知識や実務経験を活かして学会に貢献している。

## 年次大会

### 概要
年次大会は、講演、ワークショップ、パネルディスカッションを通じて、法と経営に関する最新の研究や実務知見を共有する場。第3回年次大会より、新たに設けた学会学術賞の発表と表彰式を行なっている。

### 過去の大会のハイライト
|       | 開催年 | 基調講演 |
| ----- | ------ | --- |
| 第1回 | 2020年 | - 「コロナ禍後の経済情勢」日本経済新聞論説委員長 藤井彰夫 |
| 第2回 | 2021年 | - 「感染症時代の法と経営」東京大学教授 清水剛 |
| 第3回 | 2022年 | - 「企業法制が誰のためにあるのか」早稲田大学教授 上村達男 - 「米国議会制裁法案と闘った思い出(1987年東芝機械事件)」元東芝アメリカ副社長兼ワシントン事務所長 角家哲雄 |
| 第4回 | 2023年 | - 「グローバル経済の今後の動向について」丸紅経済研究所長 今村卓 |
| 第5回 | 2024年 | - 『事業再生と日本の再成長〜倒産法制の役割を考える』帝京大学経済学教授（経済学博士） 辻廣 雅文                                                                      |

## 学会連携誌
複合的視点から新しい学知の創生を目指す研究雑誌『法と経営研究』を2017年より信山社出版株式会社から刊行している。
| タイトル             | 出版年月日 |
| -------------------- | ---------- |
| 法と経営研究 創刊1号 | 2017/12/25 |
| 法と経営研究 第2号   | 2019/02/20 |
| 法と経営研究 第3号   | 2020/02/29 |
| 法と経営研究 第4号   | 2021/02/24 |
| 法と経営研究 第5号   | 2022/02/28 |
| 法と経営研究 第6号   | 2023/05/31 |
| 法と経営研究 第7号   | 2024/07/31 |

### 論文の影響
「経営者のためのESG入門」がJAXAのホームページで紹介されたり、学術賞を受賞した事例がある。